# Мері Гордон-Ватсон
Мері Гордон-Вотсон  (англ. Mary Gordon-Watson, 3 квітня 1948) — британська вершниця, олімпійська чемпіонка.

## Виступи на Олімпіадах
| Олімпіада   | Дисципліна           | Місце |
| ----------- | -------------------- | ----- |
| Мюнхен 1972 | триборство, особисті | 4     |
| Мюнхен 1972 | триборство, командні | 1     |

## Зовнішні посилання
- Досьє на sport.references.com

1. 1 2  Lundy D. R. The Peerage